# Ігор Морозов
Ігор Морозов (ест. Igor Morozov, нар. 27 травня 1989, Таллінн) — естонський футболіст, захисник клубу «Левадія».
Насамперед відомий виступами за клуби «Левадія» та «Динамо» Бух., а також національну збірну Естонії.

## Клубна кар'єра
Народився 27 травня 1989 року в місті Таллінн. Вихованець футбольної школи клубу «Левадія». Дорослу футбольну кар'єру розпочав 2006 року в основній команді того ж клубу, в якій провів чотири сезони, взявши участь у 85 матчах чемпіонату. Більшість часу, проведеного у складі талліннської «Левадії», був основним гравцем захисту команди.
Своєю грою за цю команду привернув увагу представників тренерського штабу клубу «Динамо» (Бухарест), до складу якого приєднався 2010 року. Відіграв за бухарестську команду наступний сезон своєї ігрової кар'єри.
До складу клубу «Левадія» приєднався 2011 року. Наразі встиг відіграти за талліннський клуб 55 матчів в національному чемпіонаті.

## Виступи за збірну
У 2006 році дебютував в офіційних матчах у складі національної збірної Естонії. Наразі провів у формі головної команди країни 15 матчів.

## Титули і досягнення
- Чемпіон Естонії (4):

Левадія: 2006, 2007, 2008, 2009
- Чемпіон Угорщини (1):

Дебрецен: 2013–14
- Володар Кубка Естонії (4):

Левадія: 2006–07, 2009–10, 2011–12, 2017–18
- Володар Суперкубка Естонії (2):

Левадія: 2010, 2018